# 石灰

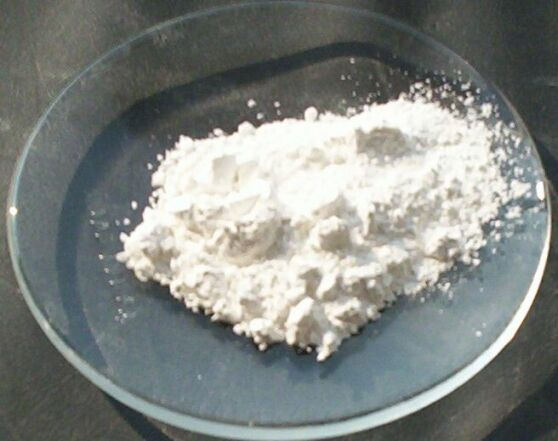
石灰の一種である消石灰の粉末

石灰（せっかい）とは、生石灰（酸化カルシウム、CaO）及び消石灰（水酸化カルシウム、Ca(OH)2）の総称。特に消石灰は粉体であり石灰（いしばい）ともいう。なお、炭酸カルシウム(CaCO3)やカルシウム(Ca)を指すこともある（これらについては各項目を参照）。

## 製法
石灰岩の約52.0%は炭酸カルシウムであり、この石灰岩を900℃前後で加熱すると、脱水、分解を生じ、揮発成分が取り除かれる。この過程を煆焼（かしょう）といい、こうして生成されたもの（酸化カルシウム）を生石灰（quick lime）という。
これを化学反応式で示すと以下の通り。
{\displaystyle {\ce {CaCO3 -> CaO + CO2}}}
この生石灰に水を加える（水和）と熱を発しながら水酸化カルシウムを生成する。これを分級整粒したものを消石灰（slaked lime）という。
石灰石や貝殻・珊瑚などを焼いて石灰を作るための釜を石灰窯という。「生石灰」や「消石灰」の名称は、石灰窯（石灰焼窯）から出した物に水をかけると生きているように水蒸気と熱気が出ることから「生石灰」、それにさらに水をかけると消沈してしまうことから「消石灰」と呼ばれるようになった。

## 用途
生石灰（酸化カルシウム）は、製鋼用で最も使用量の多い副原料であり不純物を取り除く造滓剤として利用されている。このほか化学工業や農薬、建材製造などに利用されている。生石灰（酸化カルシウム）には強い吸湿性があるため乾燥剤として使われることも多い。なお、生石灰と炭素材を電炉で加熱反応させた後に冷却固化したカーバイドは、石灰窒素やアセチレン製造の原料となる。
消石灰（水酸化カルシウム）は、漂白剤やソーダ製造などの化学工業、左官材料の漆喰、肥料や食品製造に利用されている。消石灰（水酸化カルシウム）はアルカリ性であり酸性化した土壌に撒く中和剤としても用いられる。運動場や野球場などで白線を引くためのライン引きにも使われてきたが、アルカリ性を持つために触ると皮膚がかぶれてしまう危険性があることに加え、目に入ると視力の低下を引き起こすなどの問題が指摘され、より安全性の高い炭酸カルシウムが使われはじめている。フレスコ画の原料でもある。

### 建築材料
建築材料としては、古代エジプトで発明されたモルタル、近代建築に欠かせないコンクリート、また伝統的な日本家屋の白壁に使う漆喰の原材料でもある。
粉体の石灰に水を練って混ぜ、再び乾燥させると空気中の炭酸ガスを吸収して固結し、耐水性や耐火性をもつようになる性質を利用している。

### 土壌改良材
日本では江戸時代後期、田畑に石灰を投入することにより収穫量が増加することが見いだされた。価格も当時流通していた金肥の数分の一と安価であり、肥料の一種として珍重されるようになった。当時、石灰の生産は、石灰岩の産出地周辺で原始的な石灰窯で盛んに製造されている。20世紀に入ると化学肥料が製造され始めたが、原料が軍需物資ということもあり大規模な使用は控えられた。このため石灰は、第二次世界大戦が終了するまで農業生産に大きな役割を果たし続けた。